# Centaurea nervosa
Centaurea nervosa — вид квіткових рослин айстрових (Asteraceae). Ареал: Албанія, Австрія, Болгарія, Франція, Греція, Італія, Румунія, Швейцарія, Словенія, Хорватія, Чорногорія, Сербія, Косово. Видовий епітет було дано рослині за виступаючі жилки листя.

## Середовище
Населяє трав'янисті місцевості.

## Морфологічна характеристика
Це багаторічник 12–35 см заввишки, шорсткий, зелений. Листки ланцетоподібні, зубчасті, прикореневі збільшені до черешка, верхні сидячі. Квіткова майже куляста, оточена верхніми листками. Квітки трояндові. Період цвітіння: літо.